# Вулиця Андрія Полякова
Вулиця Андрія Полякова — вулиця в мікрорайоні залізничної станції ім. Шевченка міста Сміли. Проходить від вулиці Захисників України до вулиці Євгена Саражі. Нумерація будинків ведеться від вулиці Захисників України.
Вулиця має з'єднання або перехрестя з вулицями:
- Полтавська вул.
- Коцюбинського вул.
- Марка Кропивницького вул.
- Далекосхідна вул.
- Юрія Дрогобича пров.

## Історія
Виникнення вулиці пов'язане з створенням і розвитком залізничного вузла. Так до 1890 року виросли робітничі селища: Мала Яблунівка, Кут, Холодне.
20 жовтня 1938 року вулиця в складі селища залізничного вузла була включена до складу міста.
Рішенням XII сесії Смілянської міської ради № 12-105/VII від 18.02.2016 вулицю 26 Червня було переіменовано на вулицю 28 Червня.
Рішенням LXXXII сесії Смілянської міської ради № 82-86/VIII 26 червня 2024 року вулицю 28 Червня було вчергове переіменовано на честь полеглого учасника російсько-української війни Андрія Полякова.